# HD 162826
HD 162826 – żółto-biały karzeł oddalony o 110 lat świetlnych od Ziemi i położony w gwiazdozbiorze Herkulesa. Gwiazda powstała z tej samej chmury molekularnej, z której powstało także Słońce, jest to pierwsza poznana gwiazda, która jest tak blisko spokrewniona ze Słońcem.

## Nazwa
Akronim „HD” oznacza, że gwiazda została opisana w Katalogu Henry'ego Drapera. „162826” to numer kolejny gwiazdy w katalogu.

## Charakterystyka
Gwiazda jest bardzo zbliżona do Słońca, jest trochę większa i gorętsza. Powstała w tym samym czasie co Słońce, z tej samej chmury molekularnej. Dowodami na to jest jej metaliczność i zawartość poszczególnych pierwiastków, rozpoznana dzięki spektroskopii, oraz orbita wokół centrum Galaktyki podobna do orbity Słońca. 
HD 162826 i Słońce uformowały się w gromadzie otwartej, w której gwiazdy były oddalone od siebie nawzajem na tyle, że ich wzajemne oddziaływanie grawitacyjne nie ściągnęło ich razem, ale pozwoliło na ich rozproszenie się po Galaktyce.
Według stanu wiedzy na rok 2014 gwiazda nie posiada układu planetarnego, choć jego istnienie nie jest wykluczone.